# Грайфсвальдер-Ойе
Гра́йфсвальдер-О́йе (нем. Greifswalder Oie) — небольшой остров на выходе из Поморской бухты, в федеральной земле Мекленбург-Передняя Померания. Длина острова 1550 м при ширине 570 м и площади в 54 га. Высшая точка — холм на восточной части, высотой 17 м, на северном конце стоит маяк высотой 49 м, самый мощный из немецких.
Доступ на остров был закрыт с 1936 по 1991 гг. В 1937-45 гг. он был частью ракетного полигона Пенемюнде. После Второй Мировой войны на острове разместились советские военные, что серьёзно повредило экологию острова. Сейчас на нём создан, но ещё не заселен птичий заповедник, базируются спасательные службы, нерегулярно ходят паромы в Пенемюнде и Карлсхаген.